# Rautenweg

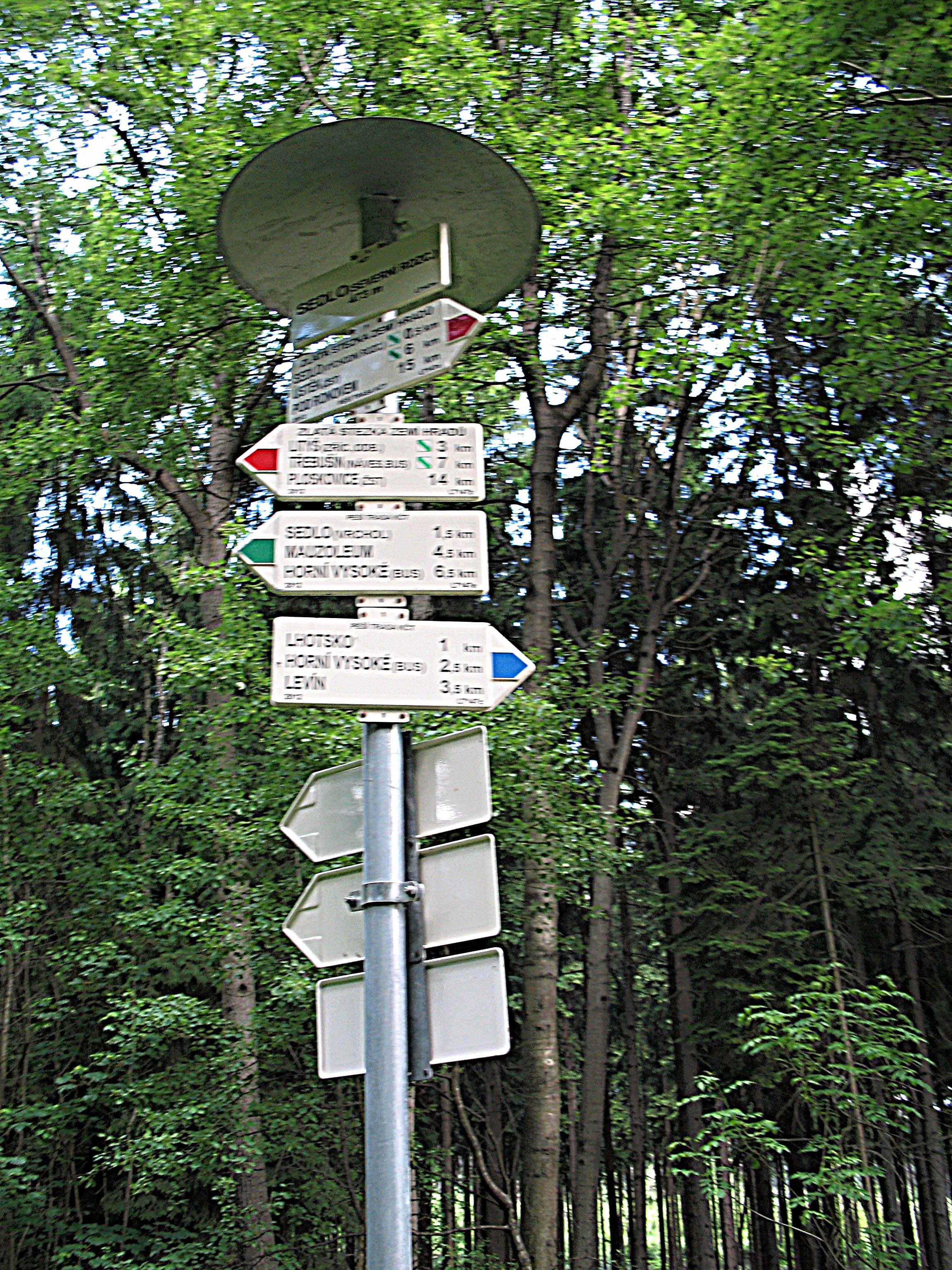
Heutiger Wegweiser am historischen „Rautenweg“ am Sedlo (Geltschberg)

Der Rautenweg (tschech. Diamantka) war ein historischer Wanderweg von Nordböhmen in die Oberlausitz, der durch die Daubaer Schweiz, das Böhmische Mittelgebirge, die Böhmische Schweiz, die Sächsische Schweiz und das Lausitzer Gebirge führte. Es war ein Höhenweg auf der rechtselbischen Seite, der in der ursprünglichen Form von Leitmeritz bis nach Bischofswerda führte. Als Wegzeichen zur Markierung des Wanderwegs diente das Rautenzeichen.

## Geschichte
An der Konzipierung des Rautenwegs waren die folgenden Gebirgsvereine beteiligt:
Gebirgsverein für das nördlichste Böhmen (Sitz Schönlinde, Verbandswegemeister Franz Wabersich), Gebirgsverein für die Böhmische Schweiz, Gebirgsverein für die Sächsische Schweiz, Lusatia-Verband der Lausitzer Gebirgsvereine, Deutscher Gebirgsverein für das Jeschken- und Isergebirge, Gebirgsverein für die Daubaer Schweiz und der Leitmeritzer Mittelgebirgsverein.
Der ursprüngliche Verlauf des Weges, vom Leitmeritzer Mittelgebirgsvereins in den 1920er Jahren trassiert, führte von Leitmeritz über Podiwin (Podviní) – Ploschkowitz (Ploskovice) – Schloss Ploschkowitz – Pitschkowitz (Býčkovice) – Leopoldmühle (Leopoldův Mlýn) – Neuhäusel (Nová Vesnička) – Geltschhäuser (Jeleč) – Geltschberg (Sedlo) – Hutzke (Lhotsko) – Ober-Wessig (Horní Vysoké) – Lewin (Levín) – Petrowitz (Levínské Petrovice) – Grünwald (Zelený) – Munker (Mukařov) – Hundorfer Beule oder Beile (Pohorský vrch) – Schönau (Loučky) – Wernstadt (Verneřice) , weiter durch das Wernstädter Mittelgebirge direkt ins Polzental (Ploučnice) bei Sandau (Žandov), weiter über Steinschönau (Kamenický Šenov) – Böhmisch Kamnitz (Česká Kamenice) – Dittersbach (Jetřichovice) – über den Tanzplan (Tanečnice) bei Nixdorf und über den Valtenberg im Lausitzer Bergland nach Bischofswerda.

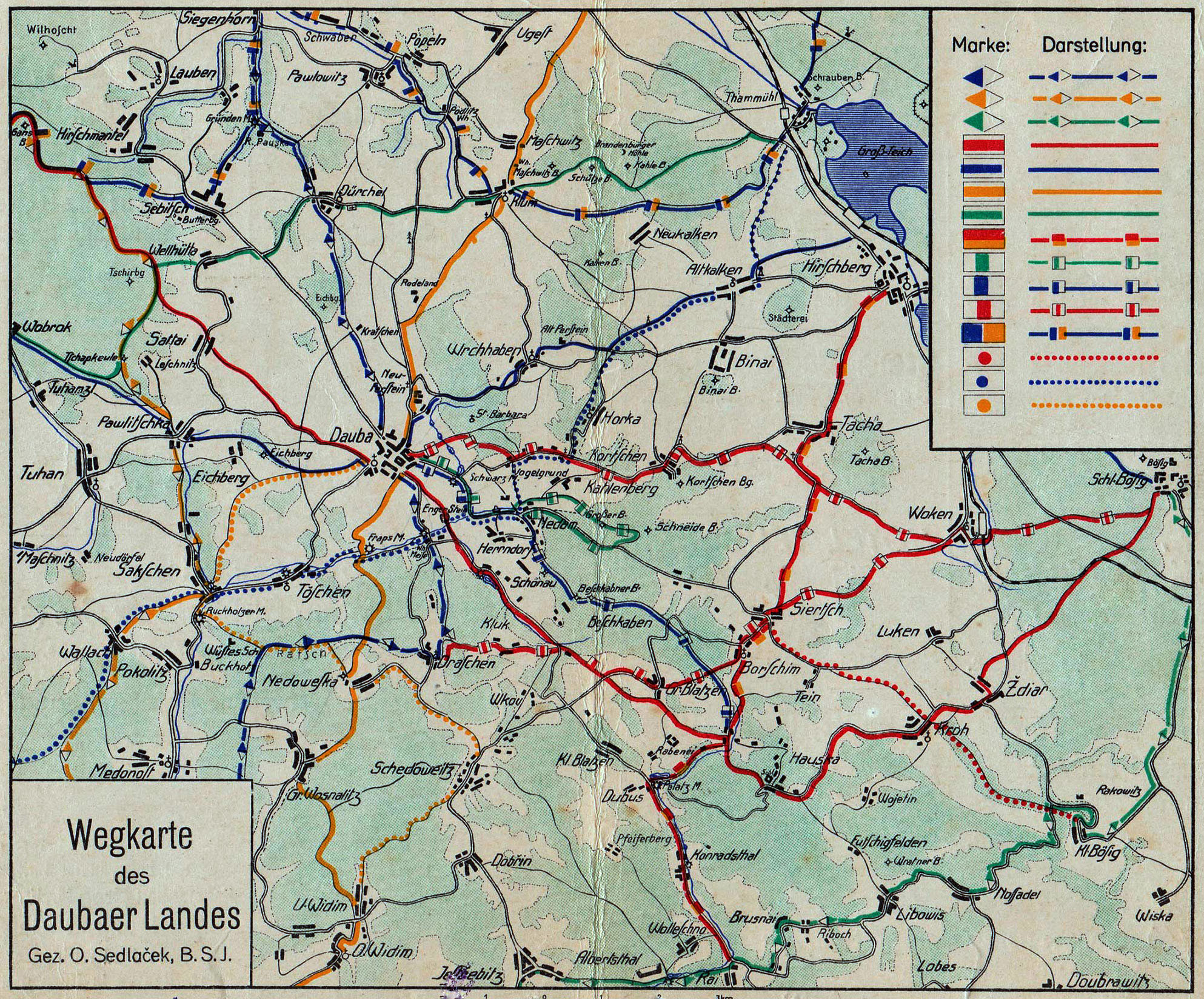
Alte Wanderkarte mit den drei Rautenwegen

Später wurden drei Strecken ausgewiesen, die in Liboch (Liběchov) an der Elbe ihren Ausgangspunkt hatten und durch die Daubaer Schweiz (Dubské Švýcarsko) und das Daubaer Bergland (Dubská pahorkatina) führten. Nach dem Jahr 1945 wurde der Wanderweg nicht mehr ausgewiesen.

## Verlauf der drei Rautenwege
Die einzelnen Strecken wurden um 1930 vom Gebirgsverein für das nördlichste Böhmen festgelegt. Alle Rautenwege waren mit dem liegenden Rautenzeichen in unterschiedlichen Farben versehen. Mittlerer Rautenweg in blauer Markierung von Leitmeritz über Liboch nach Bischofswerda bzw. Bautzen, westlicher Rautenweg in gelber Markierung von Liboch nach Sebnitz und östlicher Rautenweg in grüner Markierung von Liboch nach Zittau.

### Mittlerer Rautenweg

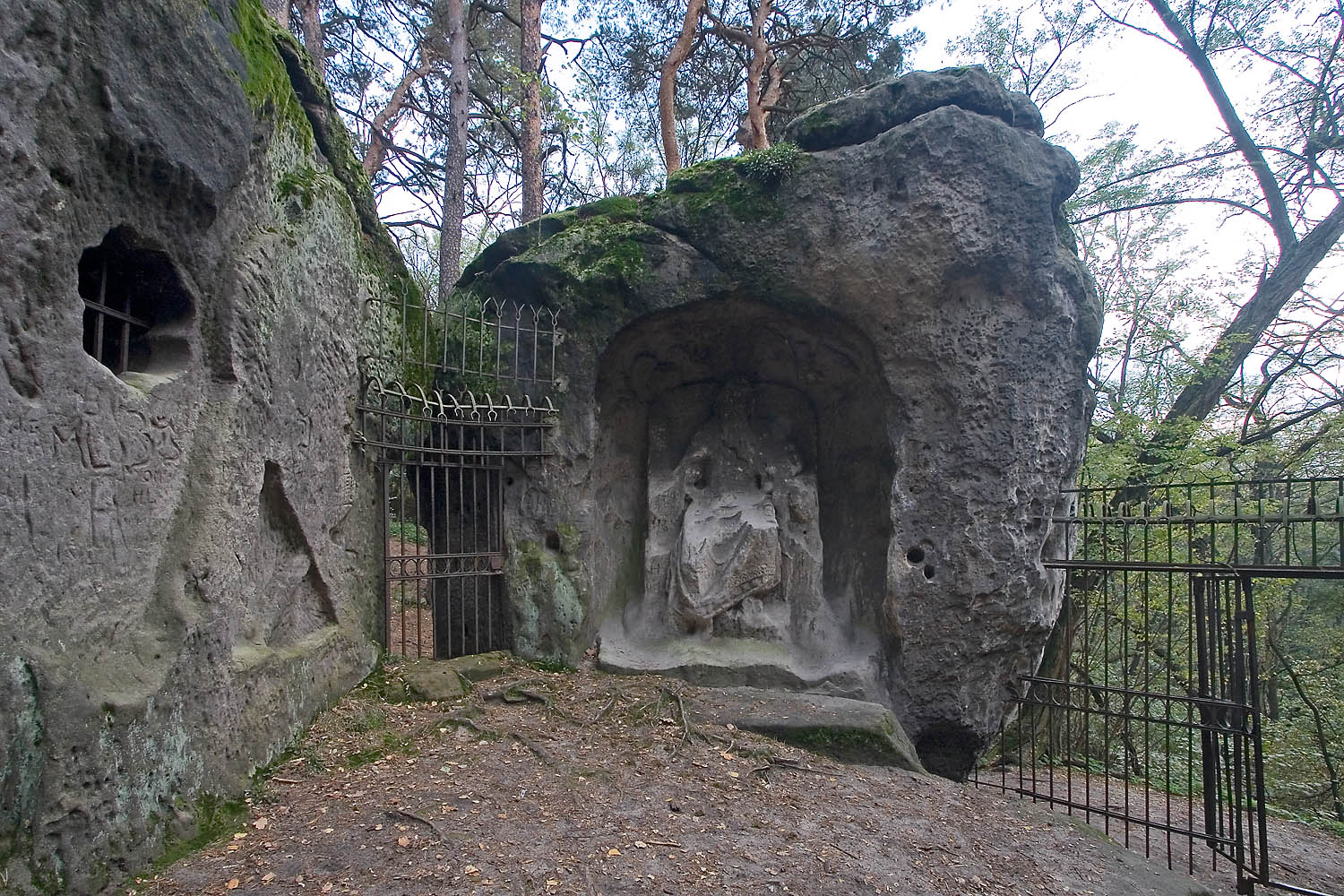
Felsskulpturen von Wenzel Lewy am historischen mittleren Rautenweg von Liboch nach Schelesen

Mittlerer Rautenweg (tschech. Střední diamantová cesta): Litoměřice – Bischofswerda bzw. Bautzen. Wegzeichen: weiß-blaue Raute, Länge: 155 km.
Von Leitmeritz (Litoměřice) nach Liboch (Liběchov) und weiter über Schelesen (Želízy) – Unterzimor (Dolní Zimoř) – Zittnai (Sitné) – Ober-Widim (Horní Vidim) – Groß-Wosnalitz (Osinalice) – Berg Nedoweska (Nedvězí) (458 m) – Draschen (Dražejov) – Hirschmantl (Heřmánky) – ehem. Gasthaus Meise bei Roßpresse (Rozprechtice) – Dauba (Dubá) – Kratschen (Krčma) – Dürchel (Drchlava) – Ruine Pauska (Chudý hrádek) – Gründelmühltal (Dolské údolí) – Gründelmühle (Dolský mlýn) – Hohlen (Holany) – Bhf. Neugarten (nádr. Zahrádky) – Karba – Robitzbachtal (Robečský potok) – Höllengrund (Údolí Peklo) – Laßmanns Horn (Skautská skála) – Böhmisch Leipa (Česká Lípa) – Leipaer Spitzberg (Špičák) – Bokwen (Bukovany) – Schwoika (Svojkov) – ehem. Wachsteinbaude (Rozhledna Na stráži) – Waldtheater (Lesní divadlo) – Zigeunerhöhlen (Cikánská jeskyně) – Felsenburg Sloup (Einsiedlerstein) (Poustevnický kámen) – Bürgstein (Sloup v Čechách) – Rodowitz (Radvanec) – Lotzengrund (Údolí samoty) – Röhrsdorf (Svor) – Kleis (Klíč) – Antonienhütte (Nová Huť) – Bahnhof Tannenberg (žel. st. Jedlová) – Tannenberg (Jedlová) – Tannendorf (Jedlová) – Klein Semmering (Malý Semerink) – Teichstatt (Rybniště) – Felsformation Pickelstein (Hrbolec, Piklštejn) – Pfaffenkapelle (Farská kaple) – Steingeschütte (Široký vrch) – Kalkofen (Vápenka) – Steinhübel (Kamenná Horka) – Nassendorf (Hely) – Khaa (Kyjov) – Langengrund (Dlouhý Důl) – Wolfsberg (Vlčí hora) im Böhmischen Niederland – Altes Forsthaus (Stará myslivna) – Hst. Zeidler (žel. st. Brtníky) – Grünes Kreuz (Zelený kříž) zur Pirschkenbaude (auch Pirskenbaude, 530 m) (Lesní chata) am Hang des Pirsken (Hrazený). Hier teilte sich der Weg:

1. Pirschkenbaude – Johannesberg (Janovka) – Groß-Schönau in Böhmen (Velký Šenov) – Ludwigsdörfel (Ludvíkovičky) – Hainspach (Lipová) – Waldschlössel (Lesní Zámeček) – Oberlobendau (Horní Lobendava) – Hilgersdorf (Severní) – Skřivánčí vrch (Lerchenberg) – Hohwald – Hohwaldklinik – Hohwaldschänke – Valtenberg – Putzkau – Bischofswerda.

2. Pirschkenbaude – Kunnersdorf (Kunratice) – Schluckenau (Šluknov) – Harrachsthal (Harrachov) – Fugau (Fukov) – Oppach – Beiersdorf – Bieleboh – Cunewalde – Czorneboh – Bautzen.

### Westlicher Rautenweg

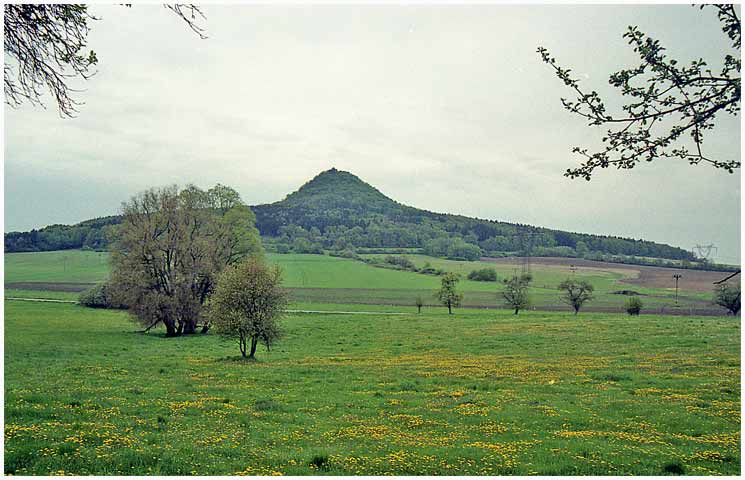
Blick auf den Ronberg von Stranné am historischen westlichen Rautenweg

Westlicher Rautenweg (tschech. Západní diamantová cesta): Liběchov – Sebnitz. Wegzeichen: weiß-gelbe Raute, Länge: 139 km.
Von Liboch (Liběchov) über Tupadl (Tupadly) – Chudolas (Chudolazy) – Wallach (Bylochov) – Sakschen (Zakšín) – Pablitschka (Pavličky) – Fels Tschap (Čap) – Höhle Tausendstückstein (Jeskyně Tisícový kámen) – Fels Gans (Husa) – Skalken (Skalka) – Meierhof Stran (Stranné) – Ronberg (Ronov) – Graber (Kravaře) – Konojed (Konojedy) – Weißkirchen (Bílý Kostelec) – Hundorf (Pohorsko) – Hundorfer Beule/Beile (Pohorský vrch) – Schönau (Loučky) – Bieberklamm (Bobří soutěska) – ehem. Gasthaus Paradies (Hostinec Ráj) – Klein Jober (Malá Javorská) – Groß Jober (Velká Javorská) – Hutberg (Strážný vrch) – Oberpolitz (Horní Police) – Sandau (Žandov) – Groß Bocken (Velká Bukovina) – Karlstal (Karlovka) – ehem. Meistersdorfer Scheibenwarte (Bažantnice) bei Meistersdorf (Mistrovice) – Herrnhausfelsen (Panská skála) – Steinschönau (Kamenický Šenov) – Schlossberg (Zámecký vrch) – Böhmisch Kamnitz (Česká Kamenice) – Nolde oder Nadelberg (Jehla) – Brüderaltar (Bratrský oltář) – Hasel (Líska) – Kaltenberg (Studenec) – Kaltenbach (Studený) – Paulinengrund (Pavlínino údolí) – ehem. Grieselmühle (Grieselův mlýn) – Dittersbach (Jetřichovice) – Marienfels (Mariina skála) – Wilhelminenwand (Vilemínina stěna) – Rudolfstein (Rudolfův kámen) – Balzhütte (Na Tokáni) – Jungferntanne (Panenská jedle) – Hengstgrund (Hřebcový důl) – ehem. Schönlinder Brücke (Krásnolipský můstek) an der Mündung des Roten Floß (Červený potok) in die Kirnitzsch – Obere Schleuse – ehem. Böhmische Mühle (Český mlýn) – Kalkstraße – Hantschberg (Hraniční vrch) – Diebsstraße (Zlodějská cesta) – Thomasdorf (Tomášov) – Tanzplan (Tanečnice) – Sebnitz.

### Östlicher Rautenweg

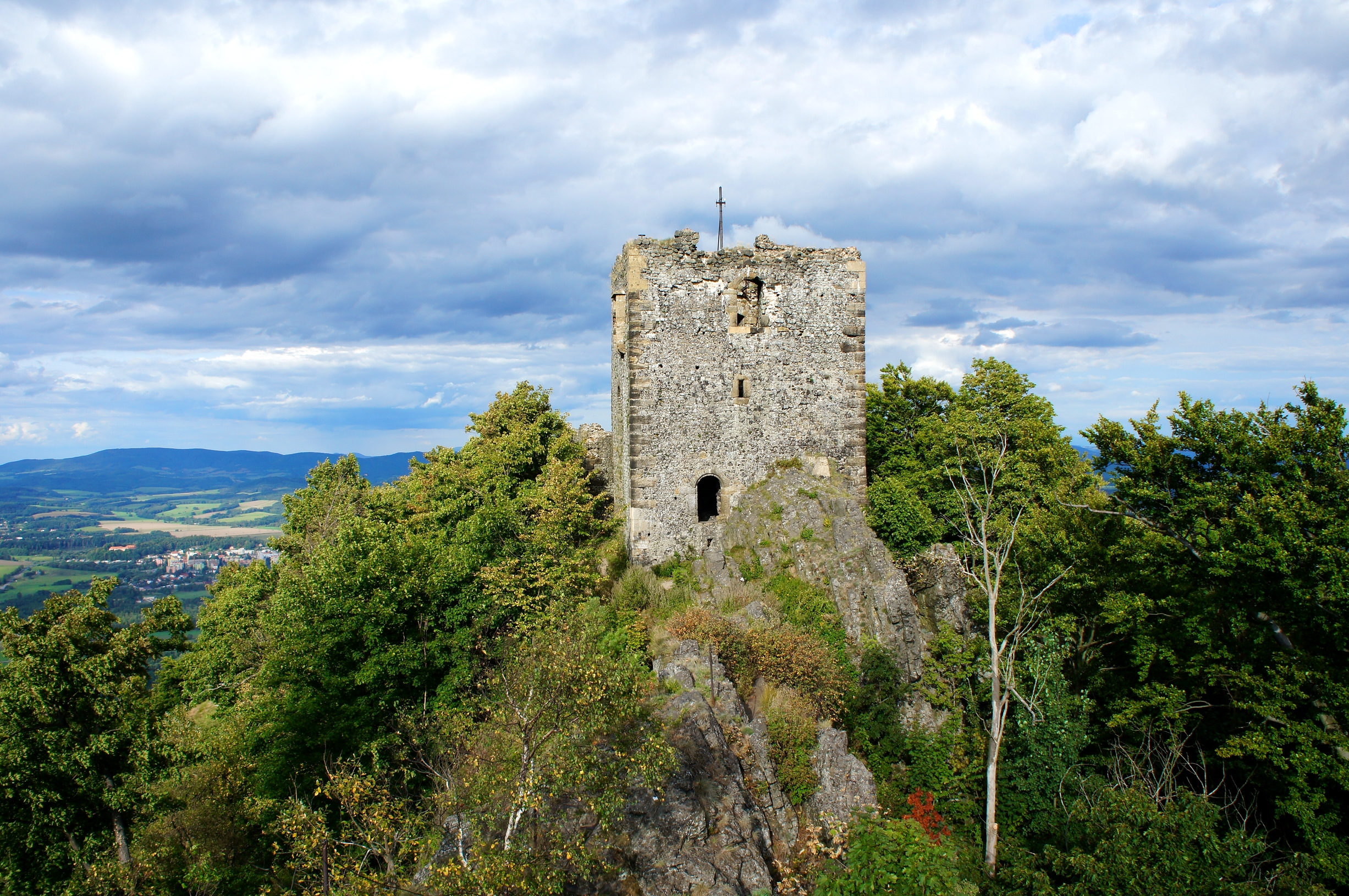
Burgruine Roll am historischen östlichen Rautenweg

Östlicher Rautenweg (tschech. Východní diamantová cesta): Liběchov – Zittau. Wegzeichen: weiß-grüne Raute, Länge: 88 km.
Von Liboch (Liběchov) über Wisoka (Vysoká) – Burg Kokořín – Jestrzebitz (Jestřebice) – Albertsthal (Vojtěchov) – Rai (Ráj) – Brusnai (Brusné) – Riboch (Příbohy) – Libowis (Libovice) – Nossadel (Nosálov) – Klein Bösig (Bezdědice) – Rakowitz (Rakovice) – Schlossbösig (Bezděz) – Burg Bösig (Hrad Bezděz) – Strassdorf (Strážov) – Wischkenberg (Víšek) – Niemes (Mimoň) – Rollberg (Ralsko) – Neuland (Noviny) – Meierhof Zedlisch (Poplužní dvůr) bei Zedlisch (Sedliště) – Postrum (Postřelná) – Groß Walten (Velký Valtinov) – Bauerberg (Selský vrch) – Hermsdorf (Heřmanice) – Kaltes Wasser (Studený potok) – Grossmuttersruh (Babiččin odpočinek) – Hochwald (Hvozd) – Kammloch – Töpfer – Teufelsmühle – Olbersdorf – Zittau.